# Родийсамарий
Родийсамарий — бинарное неорганическое соединение
самария и родия
с формулой SmRh,
серые кристаллы.

## Получение
- Спекание стехиометрических количеств чистых веществ:

{\displaystyle {\mathsf {Sm+Rh\ {\xrightarrow {1300^{o}C}}\ SmRh}}}

## Физические свойства
Родийсамарий образует кристаллы
кубической сингонии,
пространственная группа P m3m,
параметры ячейки a = 0,3466 нм, Z = 1,
структура типа хлорида цезия CsCl
.
Соединение образуется по перитектической реакции при температуре ≈1300°С
.